# The Amorous Adventures of Moll Flanders
The Amorous Adventures of Moll Flanders és una pel·lícula britànica de comèdia històrica del 1965 dirigida per Terence Young i protagonitzada per Kim Novak, Richard Johnson, i Angela Lansbury. Està basada en la novel·la Gràcies i desgràcies de la famosa Moll Flanders de Daniel Defoe escrita el 1722.

## Sinopsi
Moll Flanders té 17 anys i ha passat tota la seva infantesa en orfenats. Fa de criada en una casa benestant i és festejada pels dos fills. Un d'ells, el més gran, la sedueix, però finalment es casa amb el més petit, qui la salva d'uns malfactors quan es banyava nua al llac. Tanmateix el noi és un alcohòlic i acaba morint.
Moll treballa novament de criada amb Lady Blystone. Aprofita que la seva ama l'envia amb l'equipatge a la ciutat per fer-se passar per una vídua rica intentant casar-se una altra vegada. Intenta seduir un banquer, però finalment s'enamora d'un bergant, Jemmy.
Un dia, Moll Flanders és pressionada pel marit de lady Blystone qui vol passar una hora amb ella. Tanmateix, l'esposa torna abans del previst i els sorprèn. Com que ara estan molt enteutats, ella ho pren com a oportunitat per fer arrestar-lo i deixar-lo a la ruïna. Despatxada sense avís, Moll s'entrega al banquer, que aviat la prendrà com a esposa. A la nit del casament, Moll veu com els seus vells coneguts Jemmy i Squint són perseguits per la policia. Aleshores s'adona que el seu cor només pertany a Jemmy. Abandona el marit i es guanya la vida amb furts menors. Però un dia la policia captura Moll, Jemmy i Squint. Un tribunal els condemna tots tres a mort. El dia de l'execució apareix una delegació de l'ajuntament, inclòs el banquer. Quan veu la seva dona li dona un atac de cor i mor.
De sobte, Moll Flanders s'ha convertit en una rica hereva. Amb els seus diners compra l'indult de Squint i Jemmy. Aquest últim es converteix en el seu segon marit. Amb ell emigrarà a Amèrica per començar una nova vida a les colònies.

## Repartiment
- Kim Novak - Moll Flanders
- Claire Ufland - Jove Moll
- Richard Johnson - Jemmy
- Angela Lansbury - Lady Blystone
- Leo McKern - Squint
- Vittorio De Sica - El comte
- George Sanders - Banquer
- Lilli Palmer - Dutchy
- Peter Butterworth - Grunt
- Noel Howlett - Bisbe
- Dandy Nichols - Superintendent de l'orfenat
- Cecil Parker - L'Alcalde
- Barbara Couper - Esposa de l'alcalde
- Daniel Massey - Germà gran
- Derren Nesbitt - Germà petit
- Ingrid Hafner - Germana gran
- June Watts - Germana petita
- Anthony Dawson - Oficial de dragons
- Judith Furse - Miss Glowber

## Producció
Hi havia hagut diversos intents de filmar la novel·la en aquells anys. El 1953 Umberto Scarpelli va anunciar que el filmaria a Itàlia. El 1956 Gina Lollobrigida treballava en una adaptació. El 1954 Vanessa Brown, qui havia interpretat la noia a The Seven Year Itch a Broadway, va anunciar que protagonitzaria una versió cinematogràfica produïda pel seu marit, Richard Franklin, i basada. en un guió de Roland Kibee. Més tard Marcel Hellman d'Associated British va produir una versió basada en aquesta, protagonitzada per Richard Todd com guionista i amb Michael Anderson com a director.
El 1961 John Osborne va escriure un guio com a vehicle per a Sophia Loren. L'èxit de Tom Jones va tornar a activar l'interès per una adaptació de la novel·la. Al maig de 1964, Paramount va anunciar que farien la pel·lícula amb Marcel Hellman com a productor i Terence Young com a director. Roland Kibee i Denis Canan van escriure el guió i la intenció era fer una comèdia de tipus Tom Jones.
El paper principal es va considerar inicialment per a Diane Cilento, que havia obtingut aclamacions crítiques del seu paper a Tom Jones, però tenia altres compromisos. Si Cilento apareixia a la pel·lícula Sean Connery hauria estat el protagonista masculí.
El càsting de Kim Novak es va anunciar l'agost de 1964.Richard Johnson va ser seleccionat per interpretar al proganista masculí entre 140 altres actors.
La dificultat de trobar ubicacions autèntiques va fer que el muntatge de la història es traslladés del segle xvii al XVIII per utilitzar els edificis de la reina Anna. L'assessor del període de la pel·lícula va ser Vyvyan Holland, fill d'Oscar Wilde. (Va interpretar un paper similar a Tom Jones.)
Les produccionsforen filmades a Kent a Chilham, la plaça es el doble de gran que el poble on va créixer Moll, Chilham Castle es presenta com la cada de l'Alcalder i l'Església de Santa Maria per a les escenes on Moll es casa amb el germà petit. Després d'acabar la pel·lícula, Novak i Johnson es casaren el març de 1965.

## Recepció
Young va dir "crec que és una maleïda bona pel·lícula, tot i la crítica". Va afegir que hi va haver "cinquanta-nou retallades" per a l'estrena als Estats Units "que suposo que van ser realitzades en interès de la moralitat estatunidenca".
The Amorous Adventures of Moll Flanders va ser una de les 13 pel·lícules més populars al Regne Unit el 1965.
Kim Novak es va prendre un descans de tres anys al cinema després d'aquesta pel·lícula, tot i que les seves escenes de 1965 a Eye of the Devil foren esborrades i regravades amb Deborah Kerr. lla va tornar a la pantalla el 1968 amb La llegenda de Lylah Clare.